# Крос (окръг, Арканзас)
Вижте пояснителната страница за други значения на Крос.
Окръг Крос (на английски: Cross County) е окръг в щата Арканзас, Съединени американски щати. Площта му е 1611 km², а населението – 17 870 души (2010). Административен център е град Уин.